# Seckauer Zinken
Der Seckauer Zinken ist ein 2397 m ü. A. hoher Berg der Niederen Tauern in der Obersteiermark.

## Lage, Charakter und Name des Berges
Der Seckauer Zinken ist Teil der Seckauer Tauern, der östlichsten Untergruppe der Niederen Tauern. Er erhebt sich 8 Kilometer nordnordwestlich der Marktgemeinde Seckau mit ihrer bekannten Benediktinerabtei. Über seinen Gipfel verläuft die Grenze der Gemeinden Gaal und Mautern in Steiermark, die zugleich auch die Grenze zwischen den politischen Bezirken Murtal und Leoben bildet.
Der Seckauer Zinken ist nicht der höchste Berg der Seckauer Tauern, wohl aber ihr bekanntester Gipfel. Wegen der leichteren Erreichbarkeit wird er zudem häufiger besucht als Hochreichhart und Geierhaupt.
Die geräumige Gipfelregion des Seckauer Zinkens fällt nach Westen und Süden hin vergleichsweise sanft ab. Der Nordostgrat und vor allem die felsige Nordflanke zur Zinkenschütt sind hingegen wesentlich steiler. Aus dieser Perspektive wird der Name „Zinken“ plausibel, der ja auf schroffe Formen hinweist.
Aufgrund seiner frei stehenden Position weit im Osten der Niederen Tauern und seiner Höhe bietet der Seckauer Zinken ein umfassendes Panorama, mit besonders beeindruckendem Blick zu den Gesäuse-Gipfeln im Norden.

## Anstiege
Da die Seitentäler südlich der Seckauer Tauern für den allgemeinen Verkehr gesperrt sind und Schutzhütten in der Gipfelregion fehlen, erfordert eine Tour auf den Seckauer Zinken ausreichend Zeit. Zugleich konnte die Region sich dadurch viel an Naturbelassenheit und Ruhe bewahren.
- Der Standardanstieg von Süden beginnt beim Gasthof Steinmühle, 2 Kilometer westlich von Seckau. Im langen Zinkengraben zunächst flach ansteigend, später über einige Geländestufen steiler in das weite Kar östlich des Seckauer Zinkens mit der Goldlacke, einem kleinen Bergsee in 1958 m ü. A. Nochmals steil auf einen Kammrücken und schließlich über den flachen Südosthang zum Gipfel. Gehzeit: 4 bis 4½ Stunden.
- Ein weiterer Anstieg von Ostnordosten beginnt bei der Unteren Bodenhütte im obersten Feistritzgraben (im Sommer einfach bewirtschaftet und Zufahrt möglich).[1] Zunächst durch Wald zum Almgelände des Weinmeisterbodens, weiter durch ausgedehnte Latschenfelder auf einen Sattel knapp nordwestlich des Hämmerkogels und schließlich über den Nordostgrat auf den Seckauer Zinken. Diese Route ist kürzer als der Südanstieg, erfordert auf dem steilen Nordostgrat allerdings Trittsicherheit. Gehzeit: etwa 3 Stunden.

Die aussichtsreiche Höhenwanderung von der Hochalm mit der Wallfahrtskirche Maria Schnee führt über den Hauptkamm der Seckauer Tauern zum Seckauer Zinken. Gehzeit: etwa 3 Stunden; eine kurze ausgesetzte Stelle südlich des Hämmerkogels.

Die Fortsetzung des Kammwegs vom Seckauer Zinken nach Westnordwesten führt über den Maierangerkogel und den Brandstätterkogel zum Hochreichhart, Gehzeit: 3 bis 3½ Stunden.
Von Süden ist der Seckauer Zinken ein beliebtes Ziel für Schitouren, die wegen der Höhenlage oft bis weit ins Frühjahr hinein möglich sind. Die Route folgt dabei nicht dem Sommerweg, sondern der langen Südrinne.